# Mabel Dove Danquah
Mabel Dove Danquah (1905-1984), née en Côte-de-l'Or (colonie britannique, actuel Ghana) est une journaliste, femme politique et écrivaine ghanéenne qui fut l'une des premières femmes d'Afrique de l'Ouest à œuvrer dans ces domaines.
Dans sa thèse sur les pionniers de la littérature ghanéenne, Francis Elsbend Kofigah écrit : « avant l'émergence des figures de proue du féminisme littéraire telles que Efua Sutherland et Ama Ata Aidoo, il y eut Mabel Dove Danquah, pionnière flamboyante du féminisme,. »
Elle utilise divers pseudonymes lorsqu'elle écrit pour des périodiques dans les années 1930 : « Marjorie Mensah » dans The Times of West Africa, « Dama Dumas » pour l'African Morning Post, « Ebun Alakija » pour le Nigerian Daily Times et « Akosua Dzatui » pour l'Accra Evening News. Elle entre en politique dans les années 1950, avant l'indépendance du Ghana, et elle devient la première femme à être élue dans une assemblée législative africaine.

## Biographie
Mabel Ellen Dove naît à Accra, d'Eva Buckman, femme d'affaires d'Osu, un quartier d'Accra, et de Francis (Frans) Dove, un avocat de Sierra Leone qui fut le premier président de l'Association du barreau du Ghana (association professionnelle de juristes). Avec ses sœurs, à l'âge de six ans, Mabel commence sa scolarité à Freetown, la capitale de la Sierra Leone ; elle la poursuit en Angleterre, où elle suit des cours de secrétariat, à l'encontre de la volonté de son père. Ce dernier la renvoie à Freetown où elle contribue à créer un club de cricket féminin, participe à une société littéraire locale et lit beaucoup ; à l'âge de vingt-et-un ans, elle retourne en Côte-de-l'Or. Elle trouve un emploi de sténodactylo chez Elder Dempster (une compagnie maritime) qu'elle occupe durant huit ans avant de travailler pour G. B. Olivant puis d'occuper un poste de direction dans une compagnie de négoce appartenant à A. G. Levantis.

## Journalisme
Elle commence à écrire dans The Times of West Africa, le plus important quotidien du pays, fondé et possédé par J. B. Danquah, qui défend avec force les droits de l'homme et dénonce la domination étrangère. De 1931 à 1934 elle tient une rubrique (Ladies [plus tard « Women's »] Corner by Marjorie Mensah) qui devient très populaire : « elle a permis aux femmes d'oser rompre avec les habitudes, de tirer inspiration des sufragettes, de dénoncer l’impérialisme et de se battre pour leurs droits,,. » Elle gagne aussi l'admiration du propriétaire du journal, qu'elle épouse en 1933. En 1939 elle donne des conférences radiophoniques pour soutenir l’effort de guerre.
Après que The Times of West Africa ait cessé de paraître, elle écrit pour l'African Morning Post (entre 1935 et 1940), le Nigerian Daily Times (en 1936–1937), l'Accra Evening News (depuis 1950 jusqu'aux années 1960) ainsi que dans le Daily Graphic (en 1952). En 1951, lorsqu'elle prend la direction de l'Accra Evening News — le journal du Convention People's Party, fondé en 1948 —, elle est la seconde femme éditeur de journal au Ghana. Quoiqu'elle soit remerciée cinq mois plus tard, à cause de désaccords éditoriaux avec le responsable du parti, Kwame Nkrumah, elle reste fidèle à Nkrumah et au parti.

## Politique
Son implication politique commence après la fondation du Convention People's Party (CPP) par Kwame Nkrumah en 1948. En 1949 elle devient membre de la direction de l'Accra Evening News, rejoignant la campagne pour l'indépendance immédiate et la fin de la domination britannique sur la Côte-de-l'Or. Aux élections générales de 1954, elle est responsable de la branche féminine du CPP et elle est candidate du parti pour la circonscription du district de Ga ; elle obtient le siège. Cette élection fait d'elle le premier membre féminin du Parlement de Côte-de-l'Or.

## Œuvres de fiction
Elle est un auteur prolifique durant quarante ans, jusqu'à ce que sa carrière littéraire soit écourtée par sa cécité, intervenue en 1972.
Ses recueils de nouvelles comprennent The Happenings of the Night (1931), The Adventures of the Black Girl in her Search for Mr Shaw (1934), Anticipation (1947), The Torn Veil (1947), Payment (1947), Invisible Scar (1966) et Evidence of Passion (1969). Ses écrits sont repris dans des anthologies, telles que celle de Langston Hughes, An African Treasury:  Articles, Essays, Stories, Poems (1960), et celle de Margaret Busby, Daughters of Africa (1992). Un recueil de ses œuvres, Selected Writings of a Pioneer West African Feminist, édité par Stephanie Newell et Audrey Gadzekpo, a été publié en 2004.

## Vie privée
En septembre 1933, elle épouse le militant nationaliste J. B. Danquah ; ils ont un fils, Vladimir. Le mariage, toutefois, ne survit pas à l'absence prolongée de Danquah durant la période 1934-36, lorsqu'il est en Angleterre comme secrétaire de la délégation de la Côte-de-l'Or, et le couple divorce au milieu des années 1940.

## Sélection d'œuvres
- The Happenings of the Night (1931)
- The Adventures of the Black Girl in her Search for Mr Shaw (1934)
- Anticipation (1947)
- The Torn Veil (1947)
- Payment (1947)
- Invisible Scar (1966)
- Evidence of Passion (1969)

D'après (en) Stephanie Newell et Audrey Gadzekpo, « Selected Writings of a Pioneer West African Feminist », Nottingham, Trent Editions, 2004 (ISBN 1842330977).

## Postérité
Sa satire du livre de George Bernard Shaw, The Adventures of the Black Girl in Her Search for God (1932), qu'elle titre The Adventures of the Black Girl in her Search for Mr Shaw, a été sélectionnée pour une exposition organisée par la British Library en 2015–2016, intitulée West Africa: Word, Symbol, Song,.

### Citations originales
1. ↑  (en) « before the emergence of such strong exponents of literary feminism as Efua Sutherland and Ama Ata Aidoo, there was Mabel Dove Danquah, the trail-blazing feminist. »
2. ↑  (en) « she dared women to break with form, to derive inspiration from the suffragists, to denounce imperialism, and to fight for their rights. »